# Лупащенко Ірина Володимирівна
Ірина Володимирівна Лупащенко (20 серпня 1971, м. Сквира Київської обл.) - український художник-сценограф, живописець. Продовжувач теорії та практики дієвої сценографії[] Данила Лідера в театральному мистецтві. Член  Національної спілки театральних діячів України з 1999 року.

## Біографія
Народилась 20 серпня 1971 року в м. Сквира Київської обл. Українка. З 1987 року навчалась у Вінницькому фаховому коледжу будівництва, архітектури та дизайну. В 1993-1994 роках працювала на посаді молодшого наукового співробітника Вінницького обласного художнього музею. Від 1994 року навчалась в Київському державному інституті декоративно-прикладного мистецтва і дизайну імені Михайла Бойчука, факультет дизайну. У 1996 році закінчила його достроково, з відзнакою. З 1994 по 1999 рік, одночасно, проходила навчання у професора кафедри живопису і композиції Української академії мистецтв Данила Лідера. Була постійним учасником творчої лабораторії молодих режисерів і сценографів Спілки театральних діячів України, де додатково відвідувала лекції зі сценографії  Данила Лідера.Теорія дієвої сценографії, яку він розробляв[][][], надалі, стала теоретичною основою сценографії І. Лупащенко. З 1997  по 2016 рік І. Лупащенко - головний художник Вінницького обласного академічного українського музично-драматичного театру імені М. К. Садовського. Співпрацювала, як сценограф, з іншими театрами України. За цей час вона створила сценографію та костюми до 96 вистав. У творчому доробку художниці більше ста макетів до вистав та біля тисячі ескізів театральних костюмів. Послідовно розвивала в кожній виставі принципи дієвої сценографії Данила Лідера. З 2017 року працює як незалежний художник, поєднуючи свій досвід в сценографії з експериментами в  живописі. Роботи Ірини Лупащенко зберігаються  у приватних колекціях в Україні, Польщі, США,  Німеччині.

## Сценографічні роботи
Найбільш визначні:
Вінницький обласний академічний український музично-драматичний театр імені М. К. Садовського
- 1997 – «Додому», п’єса Л. Розумовської, реж. В. Селезньов
- 1997 – «Камінний господар», по мотивах поеми Л. Українки, реж. В. Селезньов
- 1998 – «Дім божевільних», п’єса Е. Скарпетта, реж. Є. Головатюк
- 1998 – «Стережися Лева», п’єса Я. Стельмаха, реж. Є. Головатюк
- 1999 – «Дім, в якому переночував Бог», п’єса Г. Фігейреду, реж. В. Шалига
- 1999 – «Маленький принц», за мотивами твору А. де Сент-Екзюпері, реж. В. Селезньов
- 1999 – «Без вини винні», п’єса О. Островського, реж. В. Селезньов
- 2000 – «Провінціалки», п’єса Я. Стельмаха, реж. В. Селезньов
- 2000 – «Маруся Чурай», за мотивами роману у віршах Л. Костенко, реж. В. Селезньов
- 2000 – «Операція «Мільйончик», п’єса В. Селезньова, реж. В. Селезньов
- 2001 – «Острів любові», п’єса Г. Соловського, реж. В. Шалига
- 2001 – «Дорога Памела», п’єса Д. Патрік, реж. В. Селезньов
- 2001 – «Аладдін», п’єса Я. Стельмаха, реж. А. Овчаренко
- 2001 – «Лускунчик», за мотивами Е. Гофман, реж. В. Шалига
- 2002 – «Мауглі», за мотивами Р. Кіплінг, реж. В. Селезньов
- 2003 – «Кохання в стилі бароко», п’єса Я. Стельмаха, реж. Т. Славінська
- 2003 – «Мораль пані Дульської», за мотивами Г. Запольська, реж. В. Селезньов
- 2004 – «Забути Герострата», п’єса Г. Горіна, реж. В. Шалига
- 2004 – «Потрібен брехун», п’єса Д. Псафас, реж. В. Селезньов
- 2004 – «Хуха-Моховинка», п’єса Н. Шейко-Медведєвої, реж. О. Бандура
- 2005 – «Зимова казка», за мотивами П. Антокольского, реж. В. Селезньов
- 2005 – «Стережися Лева», п’єса Я. Стельмаха, реж. О. Бандура
- 2006 – «Ревізор», п’єса М. Гоголя, реж. В. Селезньов
- 2006 – «Малюк і Карлсон», за мотивами А. Ліндгрен, реж. В. Селезньов
- 2007 – «Як повернути чоловіка?», за мотивами В. Мейо та М. Еннекен, реж. Є. Морозов
- 2007 – «Наталка-Полтавка», народна опера І. Котляревського, реж. А. Концедайло
- 2008 – «Жахливі батьки», п’єса Ж. Кокто, реж. А. Суханов
- 2009 – «Так виходять в люди», за мотивами О. Островського, реж. В. Селезньов
- 2009 – «Дванадцять місяців»[], за мотивами С. Маршака, реж. Т. Славінська
- 2010 – «Жага екстриму», п’єса А. Крима, реж. В. Селезньов
- 2010 – «Бременські музиканти», за мотивами Ю. Ентіна, В. Ліванова, реж. М. Какарькін
- 2011 – «Софія», театральна версія життя Софії Потоцької, реж. В. Селезньов
- 2012 – «Анна Кареніна», за мотивами роману Л. Толстого, реж. В. Селезньов
- 2012 – «Попелюшка», за мотивами Є. Шварца, реж. Т. Славінська
- 2013 – «Трамвай «Бажання», п’єса Т. Вільямс, реж. Г. Сиротюк
- 2014 – «Свою Україну любіть!..», за мотивами поеми «Сон» Т. Шевченка, реж. В. Селезньов
- 2014 – «У неділю рано зілля копала…», за мотивами О. Кобилянської, реж. Т. Славінська
- 2014 – «Дюймовочка та метелик», п’єса А. Яблонської, реж. Т. Славінська
- 2015 – «Кіт у чоботях», за мотивами Ш. Перро, реж. Т. Мазур
- 2016 – «Занадто одружений таксист», за мотивами Р. Куні, реж. Т. Мазур

Хмельницький обласний український музично-драматичний театр імені Михайла Старицького
- 1999 – «Дуенья», за мотивами Р. Шерідан, реж. Г. Мельник
- 2001 – «Дорога Памела», п’єса Д. Патрік, реж. Г. Мельник
- 2004 – «Шельменко-денщик», п’єса Г. Квітки-Основ’яненко, реж. Г. Мельник
- 2015 – «Дюймовочка та метелик», за мотивами А. Яблонської, реж. Т. Славінська
- 2017 – «Дванадцять місяців», за мотивами С. Маршака, реж. Т. Славінська

## Живопис
Почала займатися живописом з 1988 року. Створила понад 500 живописних творів.
Творчий доробок у живописі поділяється на три цикли:
"Нескорені" - мистецький проект, що відображує національний дух українців через портрети та метафоричні образи, які втілюють в собі індивідуальні історії та колективну ідентичність українського народу. Проект "Нескорені" виступає візуальним маніфестом, що відображує стійкість і гордість українців, слугуючи голосом їхньої ідентичності у сучасному світі.
"Її Всесвіт" - мистецький проєкт, що досліджує внутрішній світ сучасної жінки. Твори циклу зображують емоції, почуття та індивідуальну силу, що характеризують жіночу ідентичність. Проект відображує авторське бачення зв’язку між внутрішнім світом людини та зовнішньою реальністю. 
"Душа Арлекіна" - серія картин, присвячених театру і сценографії. Вона досліджує емоційну глибину та символіку людських характерів крізь призму театрального досвіду митця, зосереджуючись на знаковому образі Арлекіна. Проект являє собою синтез дієвої сценографії та живописного бачення світу.

## Суспільна та виставкова діяльність
Працюючи у Вінницькому обласному художньому музеї, досліджувала  творчість художника початку 20 сторіччя Коренєва В.Ф.
Під час роботи в Вінницькому обласному драматичному театрі імені М. К. Садовського займалася просвітницькою діяльністю, виступаючи з лекціями перед аудиторією слухачів Вінницького обласного центру народної творчості, поширюючі ідеї дієвої сценографії та мистецтво театру.
Приймала активну участь у багатьох мистецьких виставках та презентаціях, як сценограф і живописець:
- 1992 Вінницька Товарна Універсальна Біржа. Виставка-аукціон творів мистецтва. Вінниця, Україна
- 1999 "Артгалера"[2], Міжрегіональна виставка, Вінницька обласна організація Національної спілки художників України, Вінницька торгово-промислова палата, Вінниця, Україна
- 2001 «Кабінет мод і грацій. Історія жіночого костюма в портретах XVIII — початку XX століття», виставка ескізів костюмів до історичних вистав, Вінницький обласний художній музей, Вінниця, Україна
- 2001 «Сценографія поза сценою», персональна виставка, Вінницький обласний художній музей,  Вінниця, Україна
- 2004 “Українська культура на зламі тисячоліть”, виставка-презентація галузі культури, організована Міністерством культури та мистецтв України, Національний комплекс «Експоцентр України», Київ, Україна
- 2005 "Артгалера", Регіональна виставка, Вінницька обласна організація Національної спілки художників України, Вінницька торгово-промислова палата, Вінниця, Україна
- 2005 «Сценографія – моє життя», персональна виставка, Вінницький обласний академічний український музично-драматичний театр імені М. К. Садовського, Вінниця, Україна
- 2010 "Артгалера", Регіональна виставка, Вінницька обласна організація Національної спілки художників України, Вінницька торгово-промислова палата, Вінниця, Україна
- 2011 Виставка портретів "Освідчення в коханні", персональна виставка, «Артпростір», Вінниця, Україна
- 2011 Всеукраїнська виставка, присвячена Дню Незалежності, Український дім, Київ, Україна
- 2023 "Квітковий Рай", персональна виставка, «Артпростір», Вінниця, Україна

## Нагороди
- 2000 іменна стипендія «Благодійного фонду П. Порошенка», за вагомий внесок у розвиток театрального мистецтва
- 2003 Почесна відзнака Міністерства культури і мистецтв України «За багаторічну плідну працю в галузі культури»

## Публікації та преса
- Лупащенко І., Чорна З.: «Вінницький професійний художник-педагог В.Ф. Коренєв» // Матеріали І Вінницької науково-теоретичної конференції. — Вінниця. — 1993. — С. 54-59.
- Лупащенко І.: «Гармонія». // Каталог «Артгалера». — Вінницька торгово-промислова палата. — 1999. — С.53. — ISBN 966-588-000-4.
- Макоїд Г.: «Традиції театру продовжує мистецька молодь». // Панорама. — 2000. — 6 жовтня. — С.6.
- Климчук В.: «Талант і наполегливість». // Подолія. — №29 (1449). — 2001. — 7 березня. — С. 3.
- Шуткевич О.: «Брехуха» повертається на сцену». // Вінницька газета. — 2007. — 27 березня. — С. 6.
- Колесник Г.: «Кто на Кокто». // Афіша. — 2008. — 1 березня – 5 квітня. — С. 3, 57.
- Фицайло С.: «Вічний роман з театром». // Вінничанка. — 2014. — №3. — С. 15-17.
- Sarazin N.: «Iryna Lupashchenko: the soul of the theater painted on canvas». // Artmajeur Magazine. — 2025. — 5 March.[]